# Allegorien der Künste und Wissenschaften

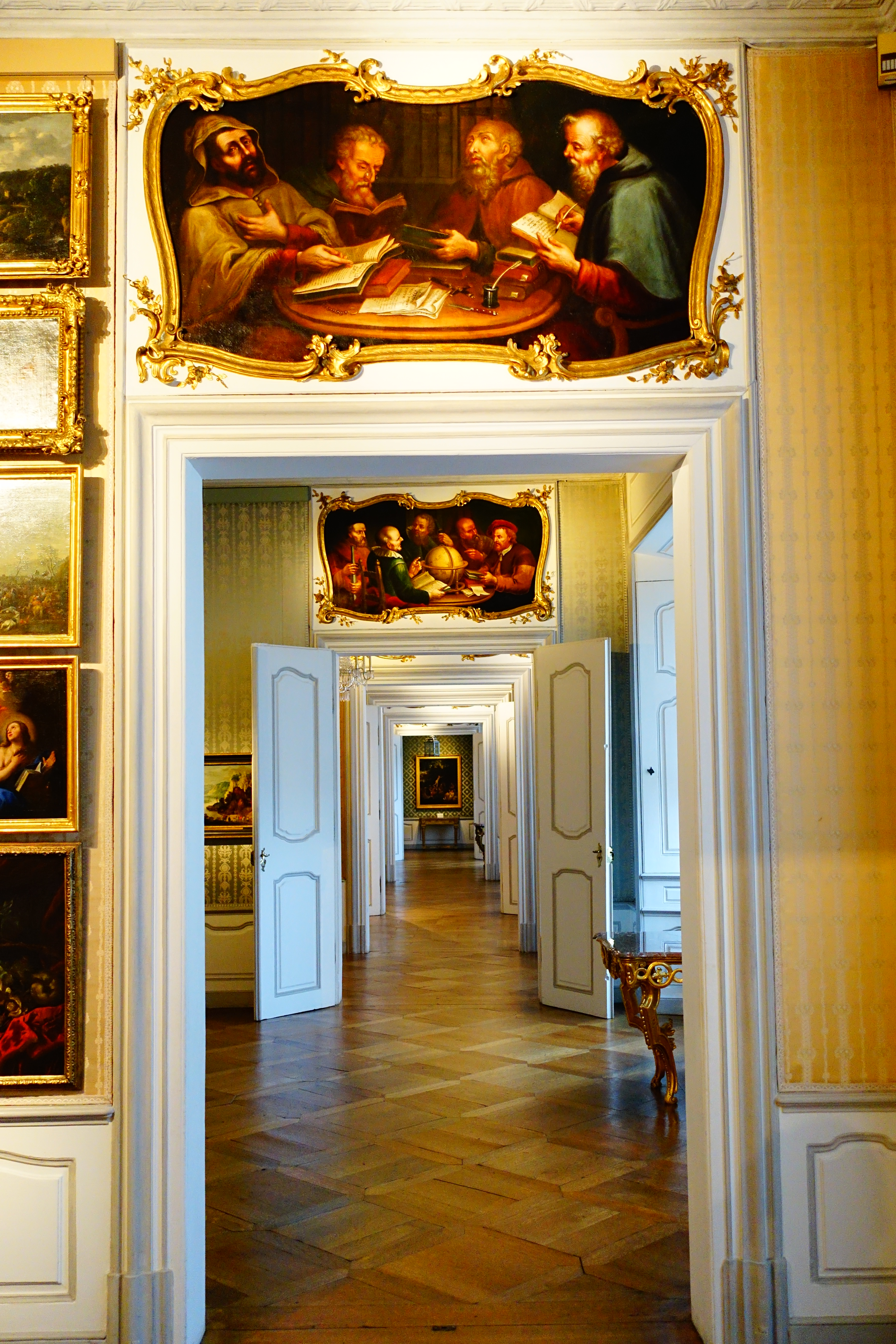
Supraporten Theologie und Astronomie in den Räumen der Staatsgalerie der Neuen Residenz in Bamberg

Die mehrteiligen Allegorien der Künste und Wissenschaften wurden in den Jahren 1777 bis 1779 von Marquard Treu und seinem Sohn Nicolaus Treu in Öl auf Leinwand ausgeführt. Bei den Gemälden handelt es sich um sieben Supraporten, die in der Staatsgalerie zur Barockmalerei in der Neuen Residenz in Bamberg zu finden sind.

## Gemälde im Überblick
| Foto | Darstellung | Künstler      | Datierung | Attribute |
| ---- | ----------- | ------------- | --------- | --- |
|      | Alchemie    | Marquard Treu | 1777      | Destillierkolben, Pipette, Messbecher, Mörser und Pistell, Löffel, kleines Fläschchen, aufgeschlagenes Buch mit geschriebenen Namen Theophrastus und Paracelsus, gemaltem Tierkreiszeichen mit vier Elementen; Regal mit Gläsern im Hintergrund |
|      | Astronomie  | Marquard Treu | 1777      | Himmelsglobus, Fernrohr, aufgeschlagenes Buch mit der Überschrift „Systema Copernicanum“ |
|      | Botanik     | Marquard Treu | 1777/79   | Kohlekessel und Gasflasche, in die Flüssigkeit tropft; Kräuter und Pflanzen, Korb mit Blüten, Kanne |
|      | Geographie  | Marquard Treu | 1777/79   | Erdglobus, Landkarten, Zirkel |
|      | Musik       | Nicolaus Treu | 1777/79?  | Flötist, Notenpult, Notenblatt mit der Aufschrift „Canto“, Zuhörer |
|      | Philosophie | Marquard Treu | 1779      | Begegnung zwischen dem Philosophen Diogenes von Sinope und Alexander dem Großen (nach Plutarch überliefert) |
|      | Theologie   | Marquard Treu | 1777/79   | Kruzifix, Rosenkranz, Tintenfass mit Schreibfeder, Messer |

## Beschreibung
Die Supraporten sind fast alle über der Enfilade in der Galerie angeordnet und befinden sich an ihrem ursprünglichen Aufstellungsort. Sie bilden als Türbekrönung einen geschmückten Aufsatz des Türsturzes, der mit der Tür eine gestalterische Einheit bildet und der Betonung der Türachse dient. Das Gemälde mit der Allegorie der Botanik fällt aus der Reihe und ist über einer Tür, die zum Gang hinausführt, platziert. Insgesamt sind in der Barockgalerie der Neuen Residenz 16 Supraporten der Malerfamilie Treu in die Wände eingelassen, „die als geschlossener Bestand die Malerei des ausklingenden Rokoko in Mainfranken repräsentieren.“ (Sebastian Karnatz: Neue Residenz Bamberg, 2022) Alle Gemälde weisen eine rechteckig, geschwungene Form und ein Maß von ungefähr 160x85 cm auf. Sie sind im Querformat auf annähernd symmetrischen Rocaillerahmen an den Wänden befestigt.
Meist sind in den Supraporten Gelehrte um einen Tisch angeordnet und anhand ihrer aufgeschlagenen Bücher und Gerätschaften kann entziffert werden, welche Kunst oder Wissenschaft dargestellt ist. Nur bei den Allegorien der Philosophie und der Musik handelt es sich um keine Gelehrtendarstellungen. In jeder Gelehrtenrunde findet man immer vier oder fünf ältere Figuren, die in ihre Studien vertieft sind. Die markanten männlichen und bärtigen Köpfe der Gelehrten wirken vom Licht beschienen. Durch die Bekleidung mit pelzbesetzten Mänteln, gefältelten Rundkragen und aufgesetzten Baretts erscheinen die Figuren sehr altertümlich. Bei der Botanik beteiligen sich in der Gelehrtenrunde auch zwei Damen. Eine Dame könnte die Naturforscherin Maria Sibylla Merian (1647–1717) darstellen. Im durchgängig dunkel gehaltenen Hintergrund der Gruppen sind, außer bei der Alchemie, Bücherregale zu erkennen.

In den Gemälden von Marquard Treu ist immer mindestens ein aufgeschlagenes Buch zu finden und größtenteils lassen sich die geschriebenen Zeilen sehr gut lesen. Bei den Allegorien der Alchemie und der Astronomie weist der Maler auf berühmte Gelehrte in ihren Bereichen hin. Im Buch der Astronomie findet sich die Überschrift „Systema Copernicanum“, ein Hinweis auf den Astronomen Nikolaus Kopernikus. Auf dem linken aufgeschlagenen Buch in der Alchemie stehen die Namen Theophrastos, ein griechischer Naturforscher, und Paracelsus, ein Arzt und Alchemist aus der Schweiz, geschrieben sowie die römische Jahreszahl MDCCLXXVII (1777). Außerdem sind auf den Buchseiten die Tierkreiszeichen und die vier Elemente „terra“ (Erde), „aqua“ (Wasser), „aer“ (Luft), „ignis“ (Feuer) aufgemalt. Im rechten Buch erkennt man eine Zeichnung mit dem Ausspruch „Ora et labora“ (Bete und arbeite) und die Lehren der „Theologia“ (Theologie) und „Philosophia“ (Philosophie) werden erwähnt. In der Allegorie der Theologie sind in den Büchern Bibelzitate und hebräische Schriftzeichen zu lesen. Es kann davon ausgegangen werden, dass es sich um hebräische Verse handelt, denn der Maler Marquard Treu war ursprünglich Jude und konvertierte zum katholischen Glauben. Seine jüdische Herkunft macht er in dem Gemälde auch deutlich, indem er den linken Mann mit einem Tallit, einer jüdischen Gebetskleidung, darstellt. Mit dem Tallit bedeckt er seinen Kopf und an diesem Gebetsschal erkennt man zudem die Schaufäden (Zizijot). Die anderen drei Männer tragen Kutten, die man als Mönchsgewänder betrachten könnte. Die Bibelzitate in den aufgeschlagenen Büchern können entschlüsselt werden. Auf dem Buch vor dem jüdischen Gelehrten ist der Versbeginn von Epheser 4,5 zu lesen: „Es ist ein Herr, ein Glaube, ein Tauf, ein Gott“. Der Anfang von Psalm 11,10: „Die Forcht Gottes, der Anfang der Weisheit“ und hebräische Wörter stehen auf den losen Blättern in der Mitte des Tisches geschrieben. „Denn drey seynd, die Zeugnuß geben im Himmel: der Vater, das Wort, und der heilige Geist, und diese drei sind eins“ aus dem 1. Johannesbrief 5,7-8 lässt sich auf dem Buch vor dem rechten Gelehrten lesen. Über dem Bibelzitat findet man wiederum hebräische Verse und auf der Seite daneben die Signatur des Künstlers. 

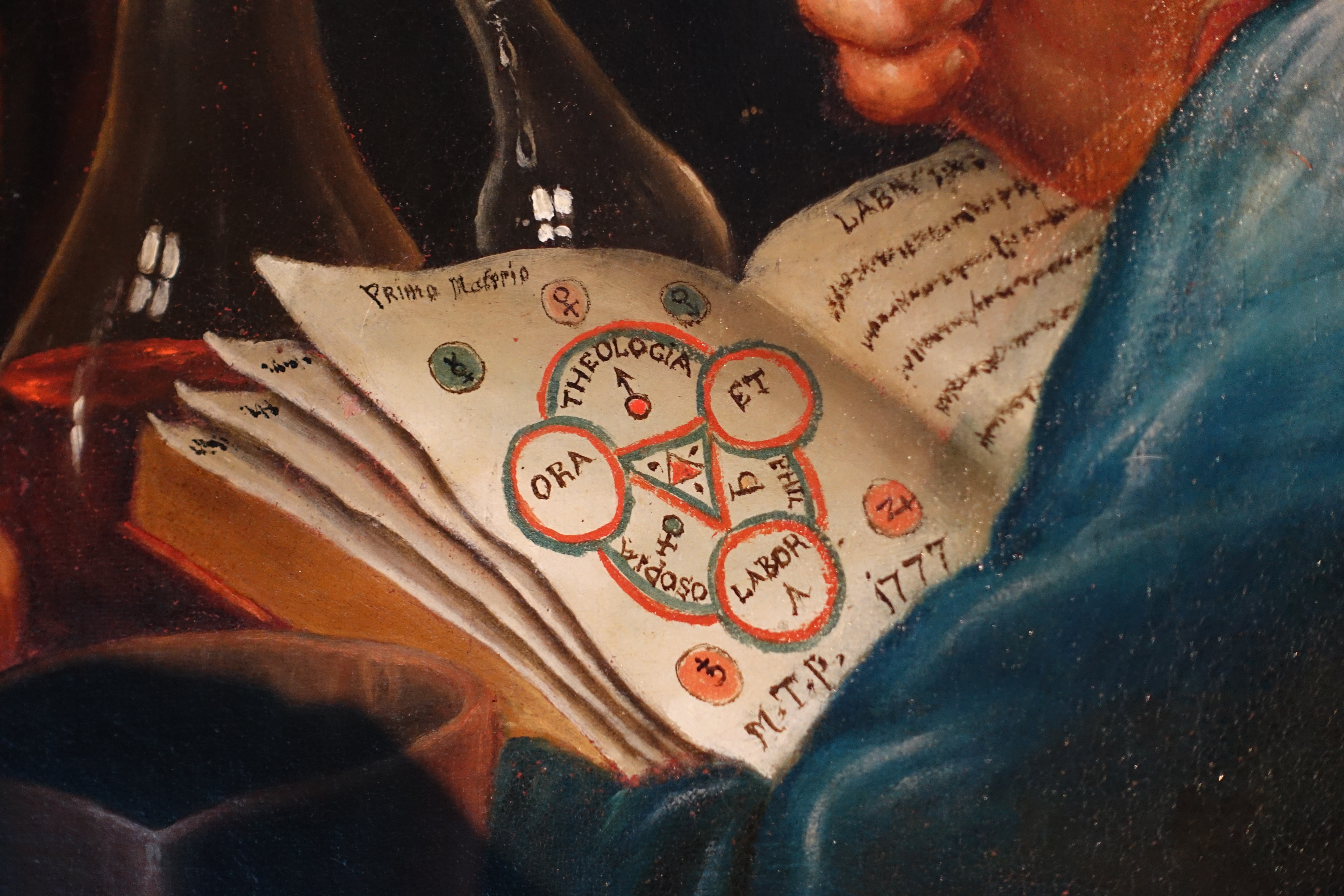
Ausschnitt Alchemie: „Ora et labora“, Theologia und Philosophia
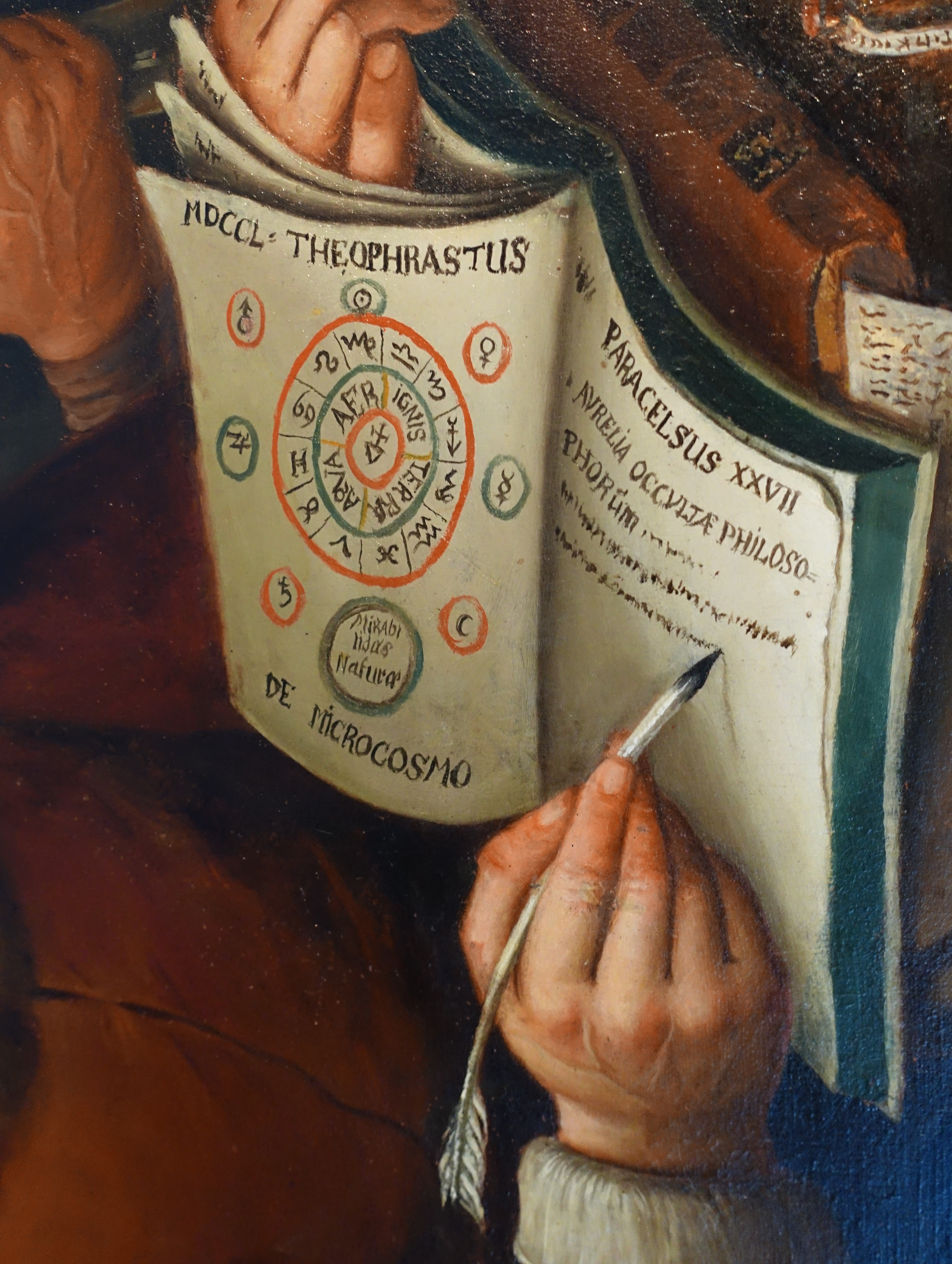
Ausschnitt Alchemie: Theoprastos und Parcelsus, Tierkreiszeichen mit vier Elementen (Bild um 90 Grad gedreht)
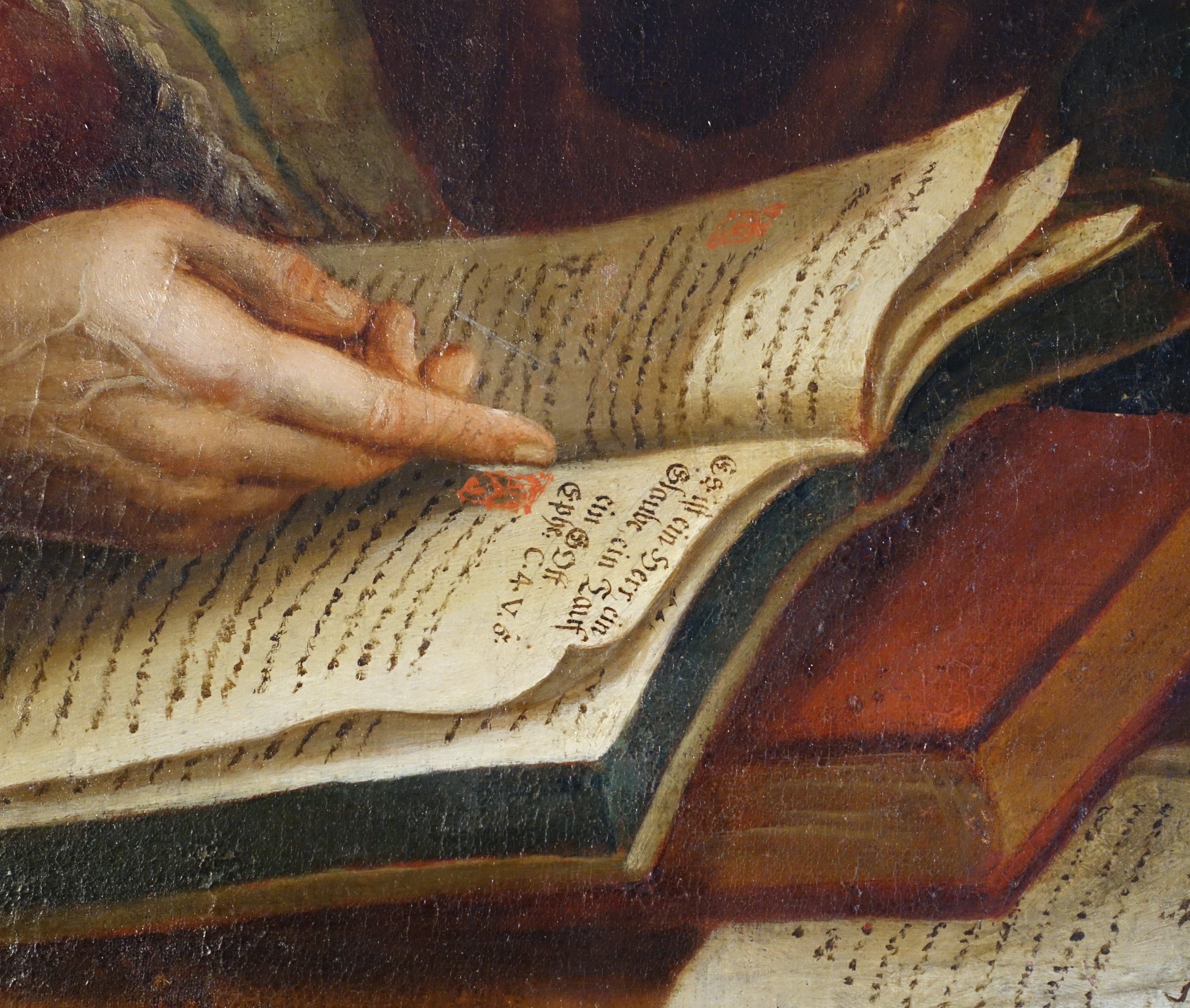
Ausschnitt Theologie: „Es ist ein Herr, ein Glaube, ein Tauf, ein Gott“ (Epheser 4,5)
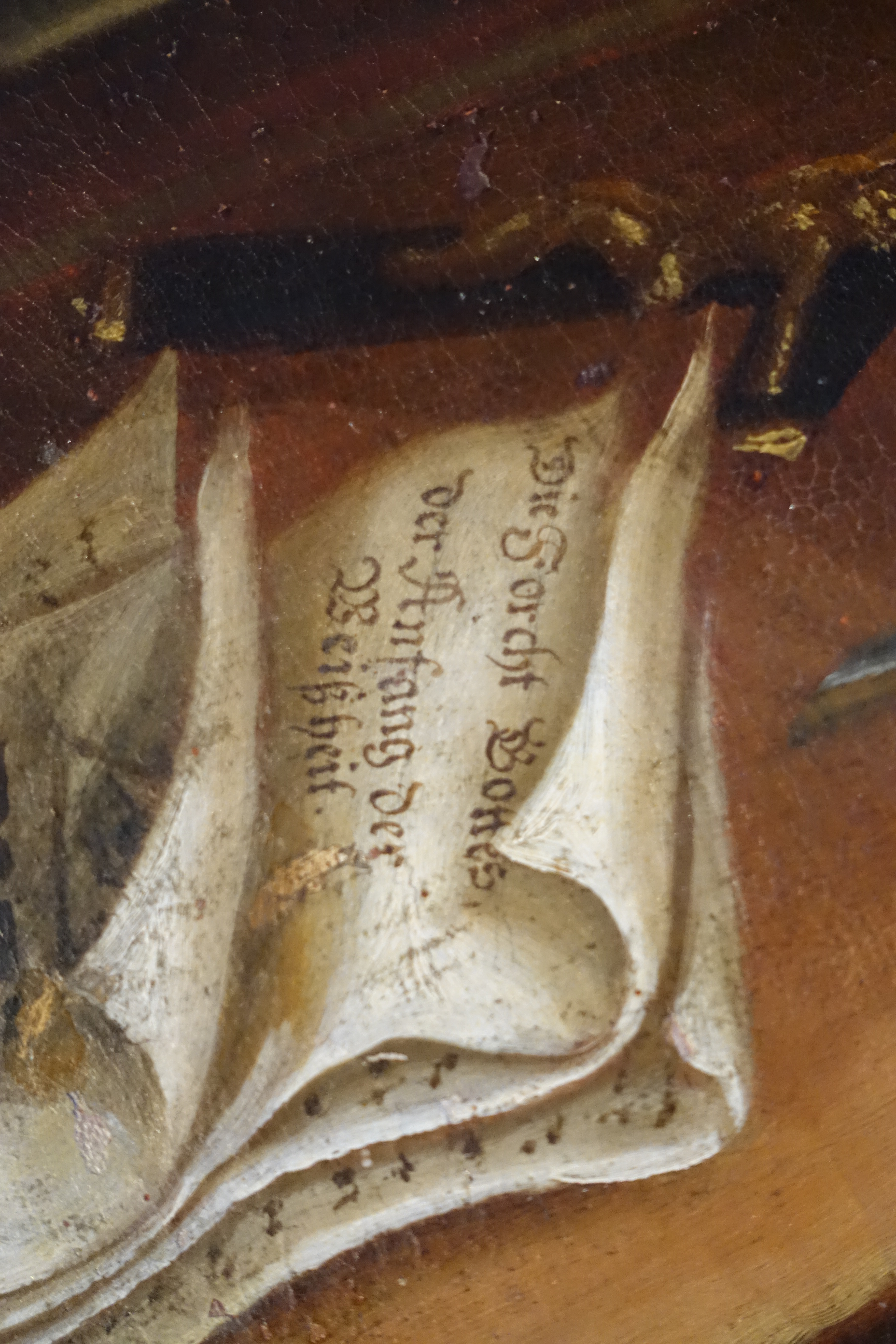
Ausschnitt Theologie: „Die Forcht Gottes, der Anfang der Weisheit“ (Psalm 111,10)
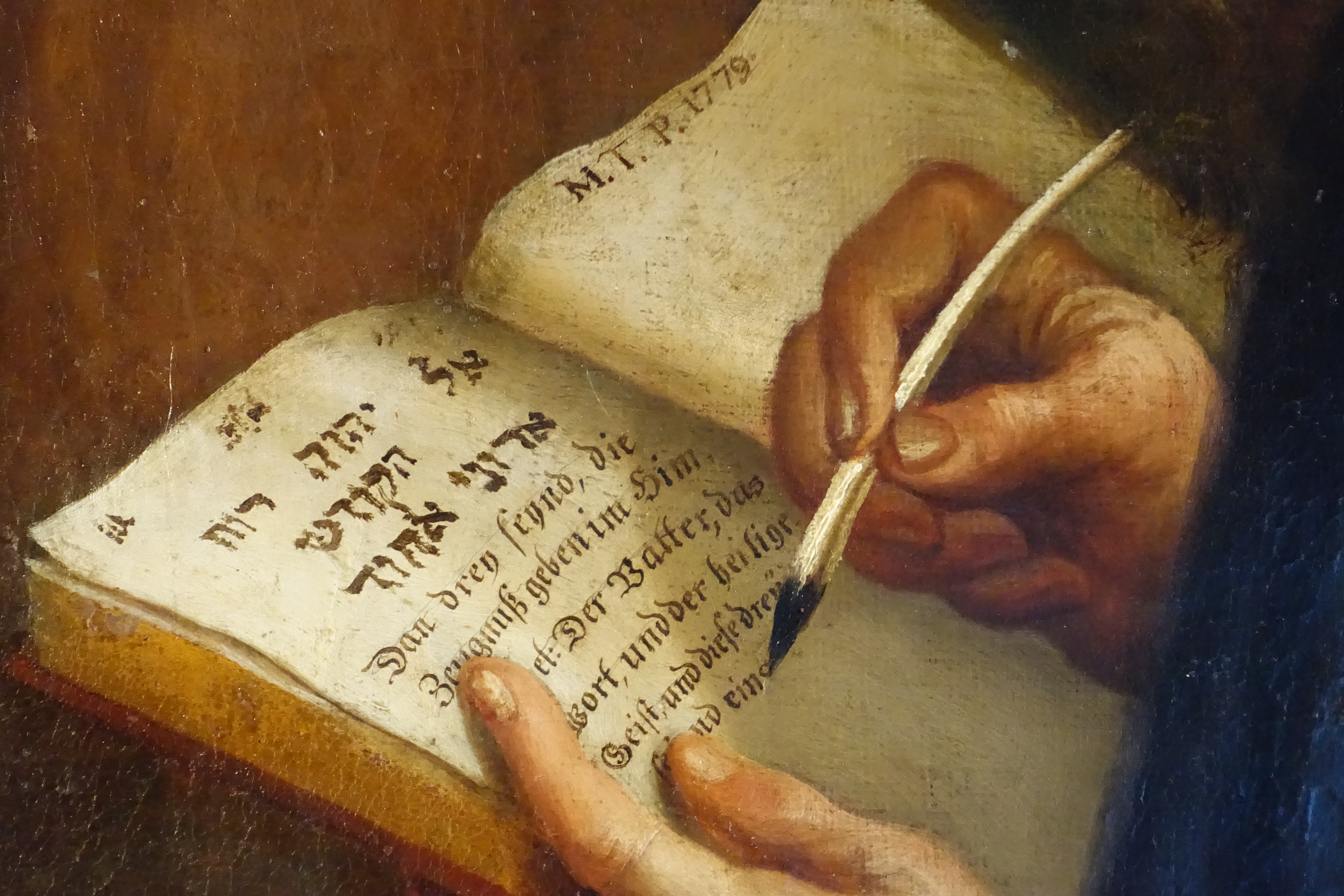
Ausschnitt Theologie: „Denn drey seynd, die Zeugnuß geben im Himmel: der Vater, das Wort, und der heilige Geist, und diese drei sind eins“ (1 Joh 5,7), hebräische Schriftzeichen und Signatur

## Objektgeschichte
Unter Fürstbischof Adam Friedrich von Seinsheim (reg. 1757–1779) wurden 1773 die Kavalierszimmer im ersten Obergeschoss der Neuen Residenz, in denen sich heute die Barockgalerie befindet, umgestaltet. Die Pläne für den Umbau lieferte der Würzburger Hofarchitekt Johann Michael Fischer. Der Bamberger Hofmaler Marquard Treu wurde beauftragt, Supraporten für diese Räumlichkeiten anzufertigen. Marquard Treu und sein Sohn Nicolaus malten Supraporten mit Darstellungen von Künsten und Wissenschaften. Der Vater hat seine Gemälde meist mit „M.T.P.“ (gem. „Marquard Treu pinxit.“ – dt. „Marquard Treu hat es gemalt.“) und den Jahreszahlen 1777 oder 1779 signiert. Christoph Treu, ebenfalls ein Sohn von Marquard, führte weitere Supraporten mit Fluss-, Küsten- und Seenlandschaften sowie den Blick durch die Schneise zwischen Bamberg und Schloss Seehof aus. Die geschnitzten Rahmen in Formen des Rokoko werden dem Hofbildhauer Franz Martin Mutschele zugeschrieben. Seit den 1770er Jahren befinden sich die Supraporten an ihren ursprünglichen Orten in der Barockgalerie und sind daher Teil der Originalausstattung. Die Neue Residenz Bamberg gehört zur Bayerischen Schlösserverwaltung, und somit sind auch die Supraporten in deren Besitz.
Im Historischen Museum der Stadt Bamberg werden zwei weitere Gemälde von Marquard Treu ausgestellt, in denen Gelehrte dargestellt sind: „Unterricht in der Astronomie“ und „Die Medizin (Arzt bei der Urinschau)“. Sie dürften in der gleichen Zeit wie die Supraporten in der Neuen Residenz entstanden sein.
Marquard Treu folgt einer zeitgenössischen Ikonografie von genrehaft aufgefassten Wissenschaftsallegorien. Gerade im 18. Jahrhundert erfuhren Wissenschaften eine künstlerische Interpretation, denn man verfolgte das Ziel das in der frühen Neuzeit erworbene Wissen zu übermitteln und bildlich darzustellen. Auch in der Neuen Residenz selbst sind viele weitere Beispiele zum angesprochenen Thema zu finden, u. a. Dekorationen mit astronomischen Geräten, Beobachtungsinstrumenten und Globen im Gartensaal. Weitere Motive mit einem Bezug zur Astronomie und Feldmesskunst entdeckt man im Kaiserappartement. Die sieben freien Künste werden im Kaisersaal durch Putten personifiziert und Minerva, der Göttin der Künste und Wissenschaften, begegnet man des Öfteren in der Residenz.
In der näheren Umgebung sind zudem im Schloss Ehrenburg in Coburg im Riesensaal Deckenfresken aus den 1690er Jahren mit Allegorien der Künste und Wissenschaften sowie Minerva zu finden, die nach Stichvorlagen angefertigt wurden. Aus den Jahren 1762/1764 ist eine Supraporte im Schloss Heidecksburg in Rudolstadt mit Adeligen und astronomischen Geräten von Johann Ernst Heinsius bezeugt. In seiner Schaffenszeit kam Treu mit verschiedenen Darstellungen, u. a. auch als Supraporten, in Berührung. Im Schloss Bruchsal, an deren Ausstattung Treu zwischen 1764 und 1770 beteiligt war, konnte er eine Supraporte von Johannes Zwick von 1758 mit Motiven der Astronomie und Geographie sehen. Die Familie Treu orientierte sich oft an der holländischen Malerei, in der zahlreiche Darstellungen von Astronomen nachgewiesen sind. Allegorische und genrehafte Gruppenszenen waren bei den Niederländern jedoch unüblich. Treu hat sich sicher von zahlreichen Gemälden inspirieren lassen und entwickelte daraus schließlich sein „bücherlastige[s] Bildprogramm“ (Regina Hanemann: Jüdisches in Bamberg, 2013) für die Allegorien der Künste und Wissenschaften in der Neuen Residenz.

## Anbringung, Technik und Erhaltungszustand
Die Gemälde wurden auf Leinwände, die über Keilrahmen gespannt sind, gemalt und am Rahmen angebracht. Der gesamte weiße Türaufsatz ist aus Holz, die vergoldeten Holzrahmen darauf geleimt und die Leinwände dahinter befestigt. Vor allem bei den Gemälden Astronomie und Botanik drückt sich die Innenkante des Rahmens nach außen durch, wobei bei Ersterem zudem erkennbar ist, dass der Keilrahmen symmetrisch zum geschwungenen Rahmen verläuft (Detail 1). An den Seiten zwischen Rahmen und Leinwand bilden sich kleine Schlitze und die Farbkante ist sichtbar (Detail 2). Die Ecken der Leinwandbilder sind fest mit dem Rahmen verbunden. Die Allegorien wurden auf Leinwänden mit feinem Gewebe gemalt (Detail 3). Das Gewebe der Leinwände weist eine geringe Garnstärke auf und ist somit sehr fein. Das feine Maltuch trägt nicht wesentlich zum allgemeinen Eindruck der Bilder bei, ist aber trotzdem unter Grundierung und Malschicht erkennbar. Gemäß des Alters ist, mal stärker und mal weniger ausgeprägtes, Krakelee zu finden. Während die Malschicht und der Firnis in der Musik noch sehr gut erhalten sind, zeigen sich sich vor allem in der Theologie (Detail 4) und Botanik (Detail 5) größere Rissnetze. Der Firnis verleiht den Gemälden Glanz, Leuchtkraft und Tiefe, dementsprechend muss der Auftrag gleichmäßig ausgeführt worden sein.
Die Leinwand der Musik wurde aus mehreren Stoffbahnen zusammengenäht. Die Zusammensetzung verläuft im unteren Viertel (Detail 6) und im linken Drittel.
Für die Rahmen wurden mehrere geschnitzte Teile aneinandergefügt, ihre Anschlussstellen sind deutlich zu erkennen (Detail 7). Die Rahmen sind alle polimentvergoldet – auf den glatten Untergründen glanzvergoldet, die geschnitzten Ornamente wurden matt belassen. Teilweise kommt das Poliment zum Vorschein (Detail 8). Die Ornamente, welche verschiedene Muster aufweisen, müssen geschnitzt sein, da die Einkerbungen für eine Gravierung zu tief erscheinen. Auch auf den vergoldeten Rahmen bildet sich teilweise das Krakelee (Detail 9).
Beim Durchschreiten der Galerie wirken die Supraporten sehr gut erhalten, betrachtet man sie näher, fallen die Krakelee-Muster und kleinere Schäden an den Rahmen ins Auge, was aber dem Alter von fast 250 Jahren geschuldet ist.
Es kann davon ausgegangen werden, dass die Supraporten seit ihrer Anbringung in den 1770er Jahren ihren Platz nicht (bzw. nur selten für Restaurierungen) verlassen haben und daher keine größeren Beschädigungen, etwa durch fehlerhafte Lagerung oder Transport, aufgetreten sind.

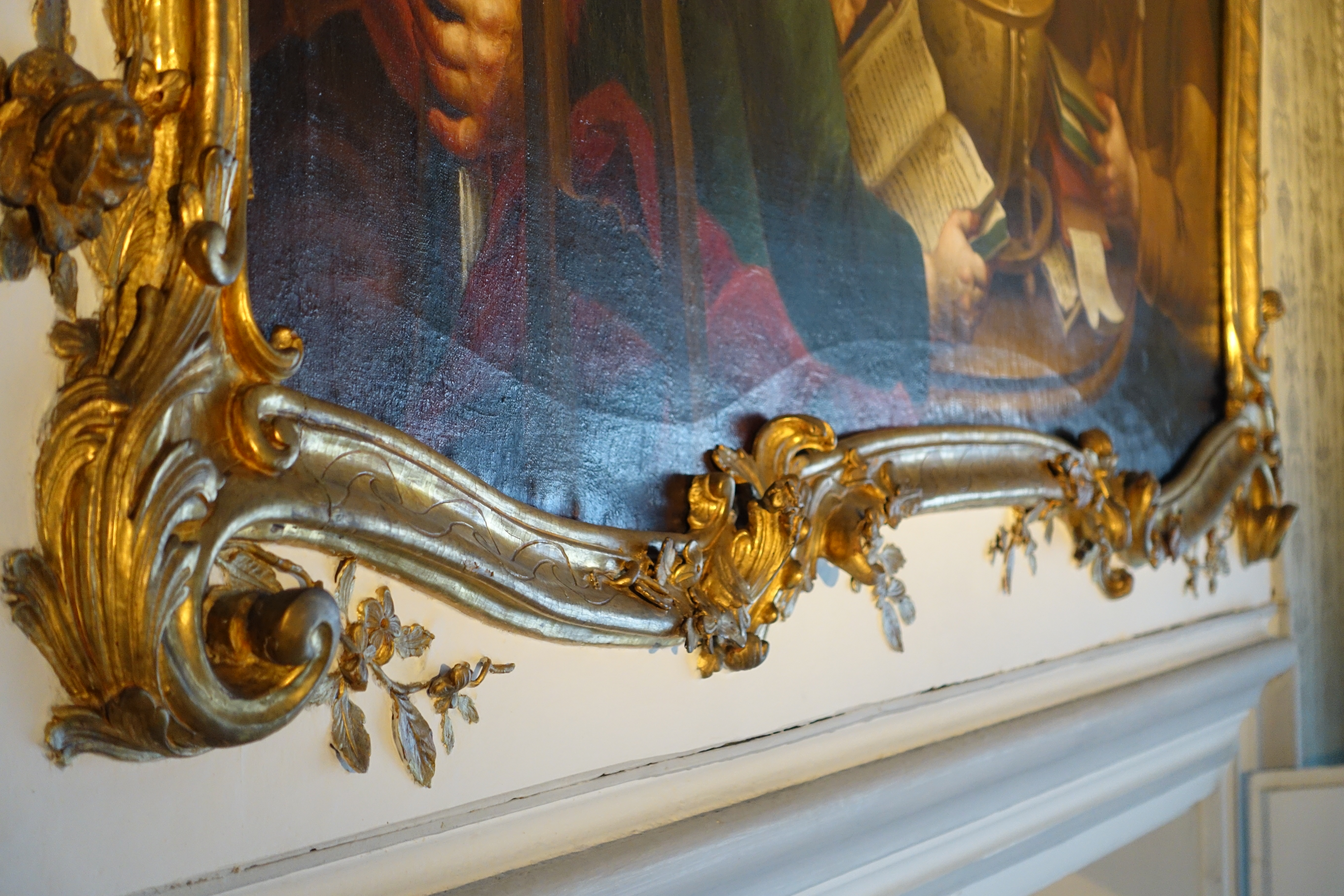
Detail 1: bei der Allegorie der Astronomie drückt sich die Innenkante des Keilrahmens durch die Leinwand
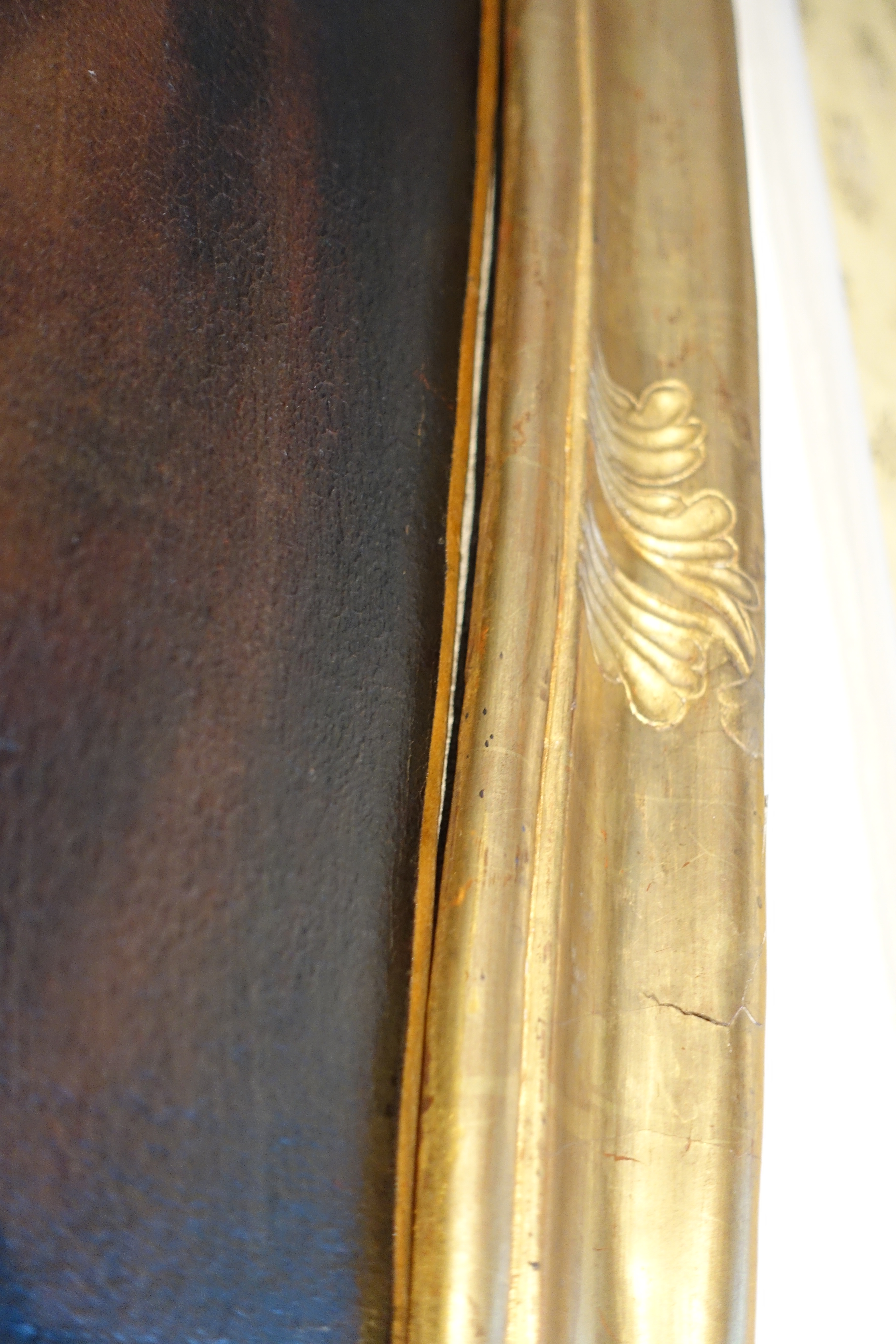
Detail 2: Farbkante
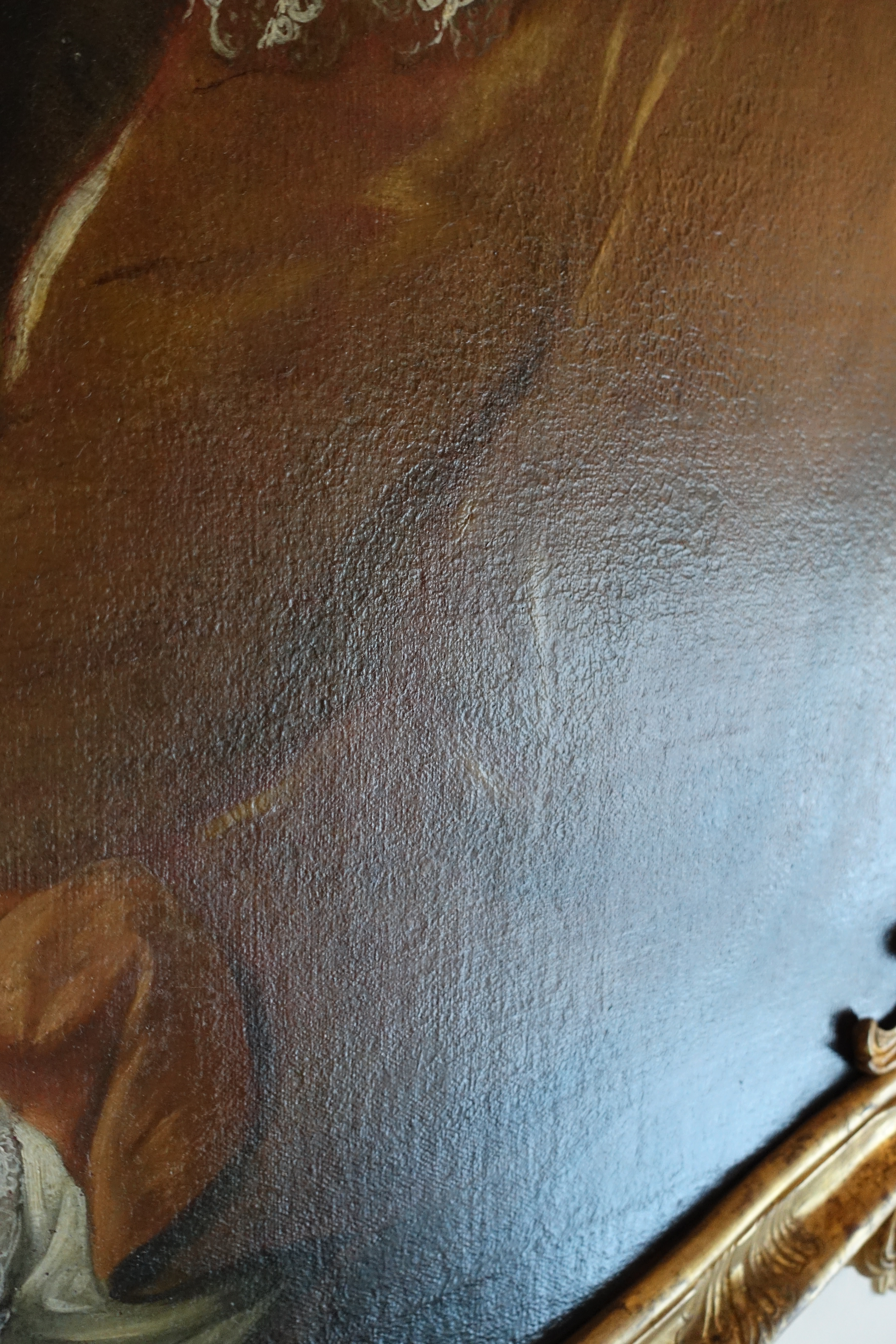
Detail 3: feine Gewebestruktur
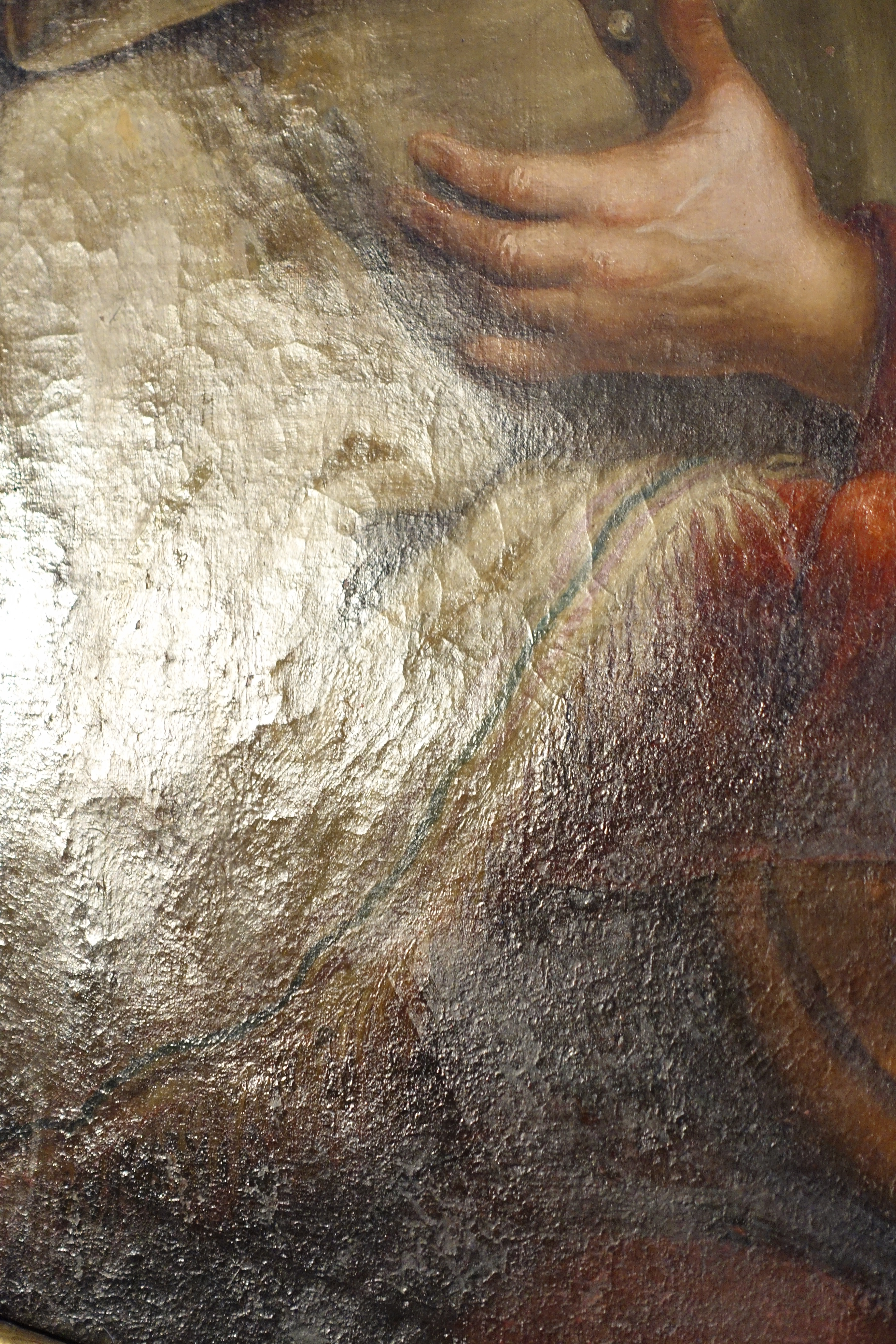
Detail 4: ausgebildetes Krakelee in der Allegorie der Theologie
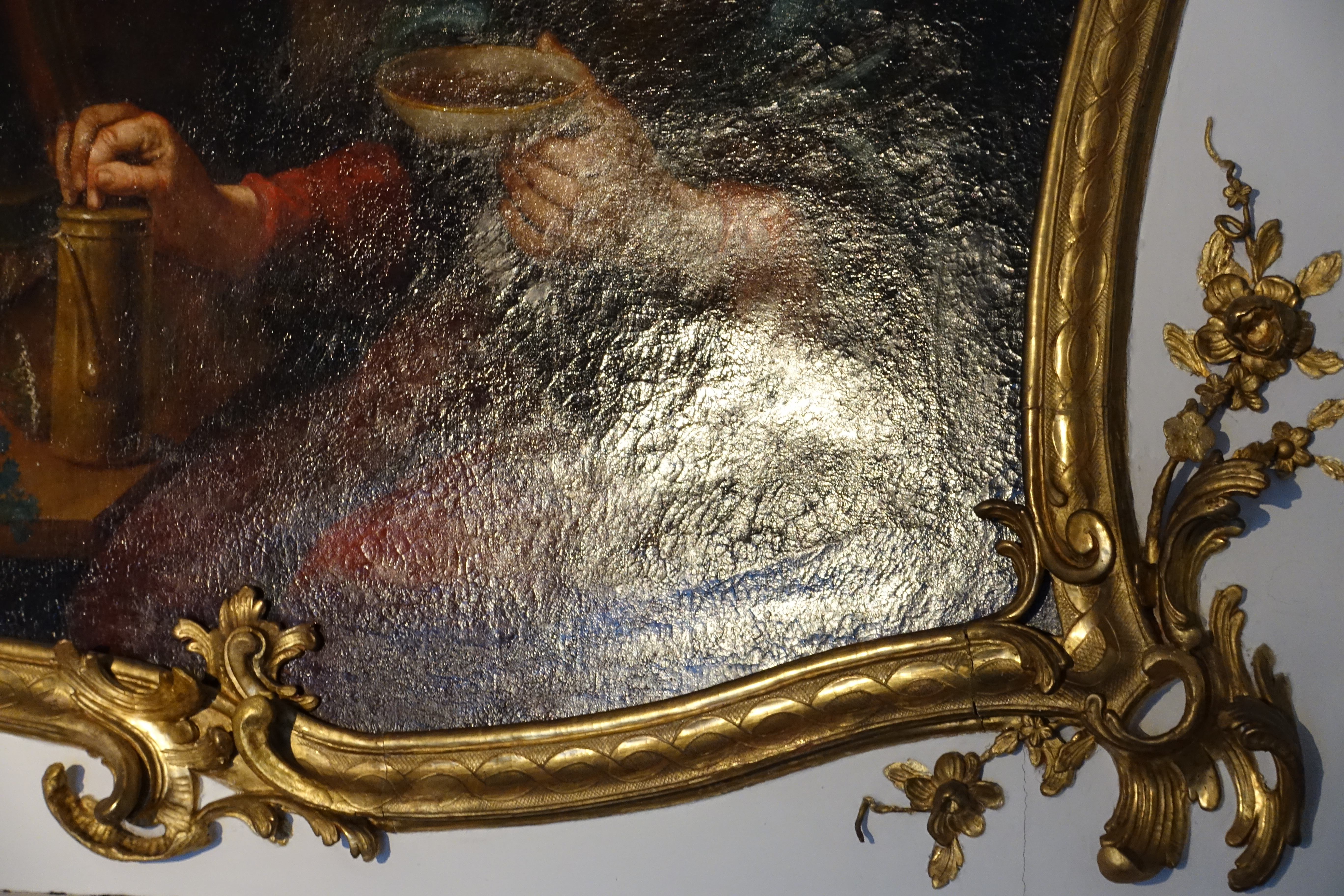
Detail 5: ausgebildetes Krakelee in der Allegorie der Botanik
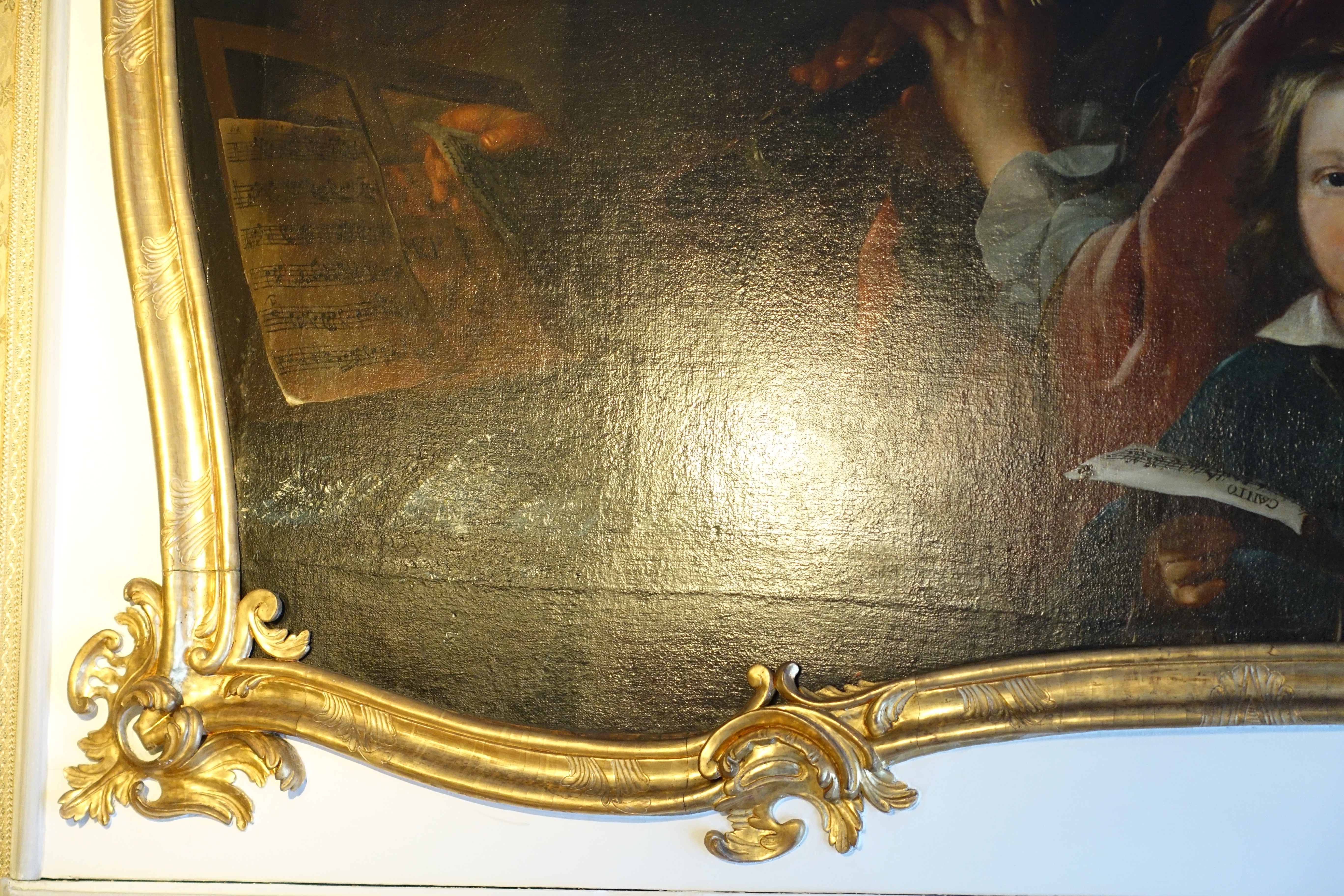
Detail 6: zusammengenähte Leinwand in der Allegorie der Musik
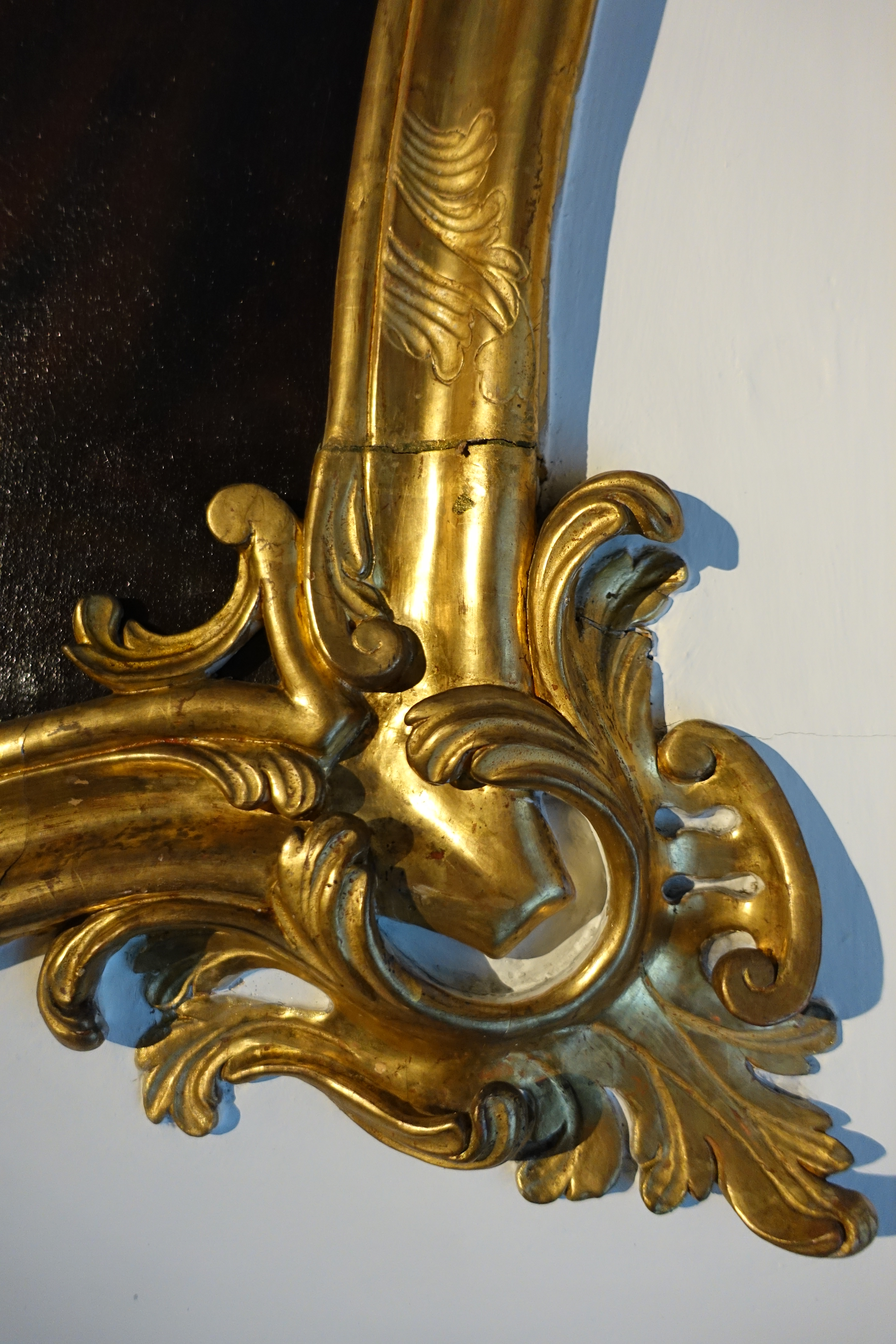
Detail 7: die Rahmen sind aus mehreren Teilen zusammengesetzt
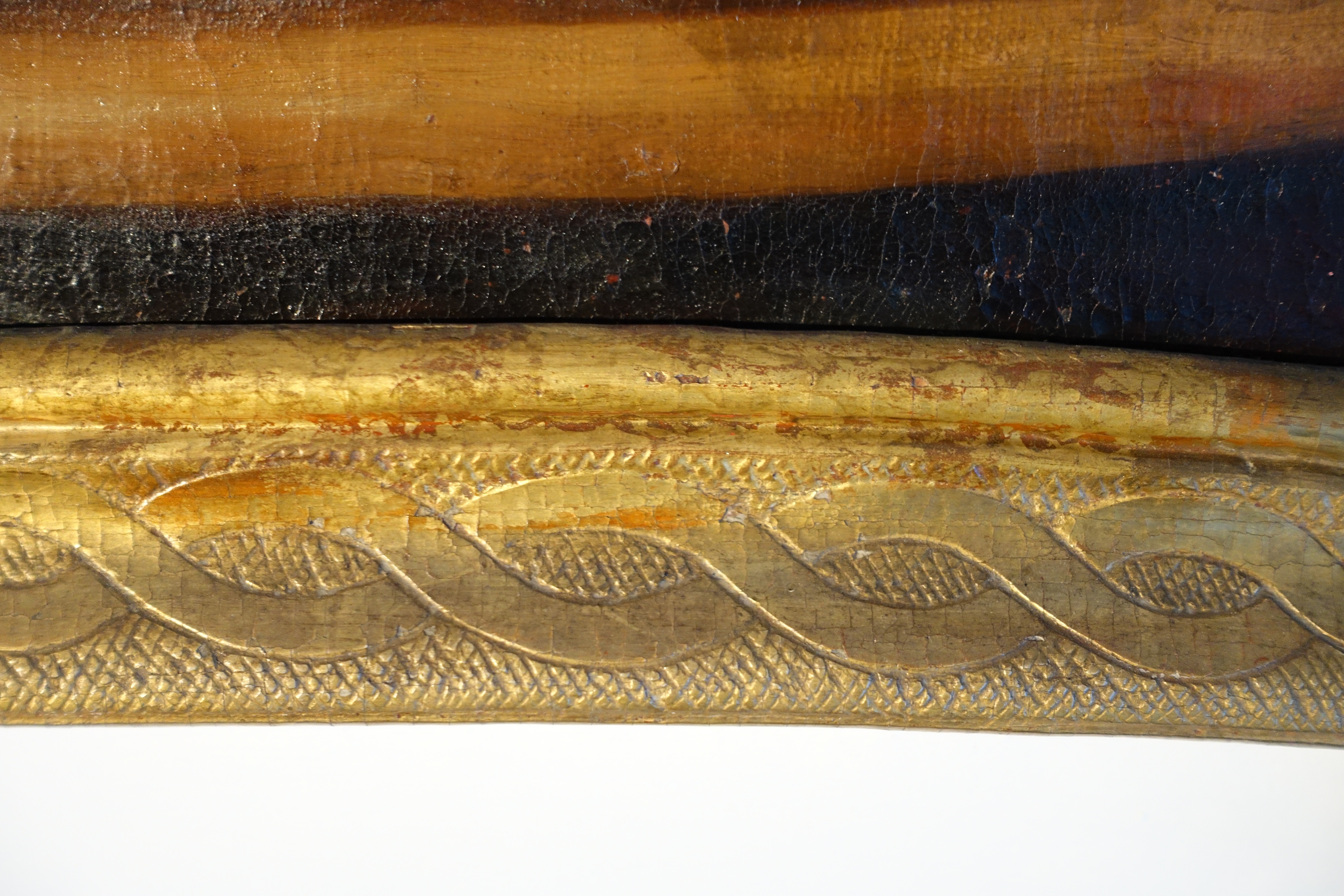
Detail 8: Poliment auf vergoldetem Rahmen kommt zum Vorschein
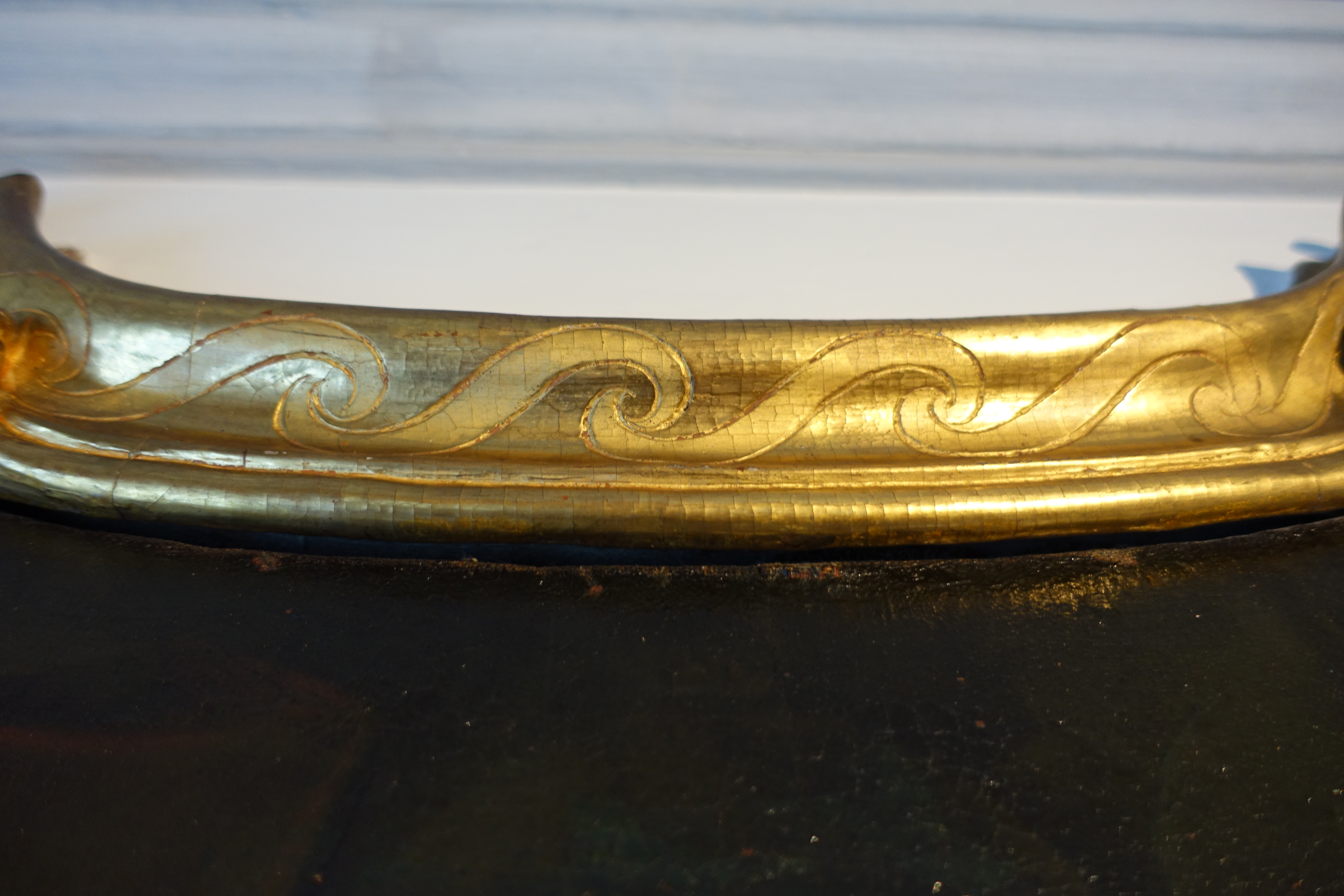
Detail 9: erkennbares Krakelee auf vergoldetem Rahmen

## Allegorie der Philosophie von Marquard Treu, 1779

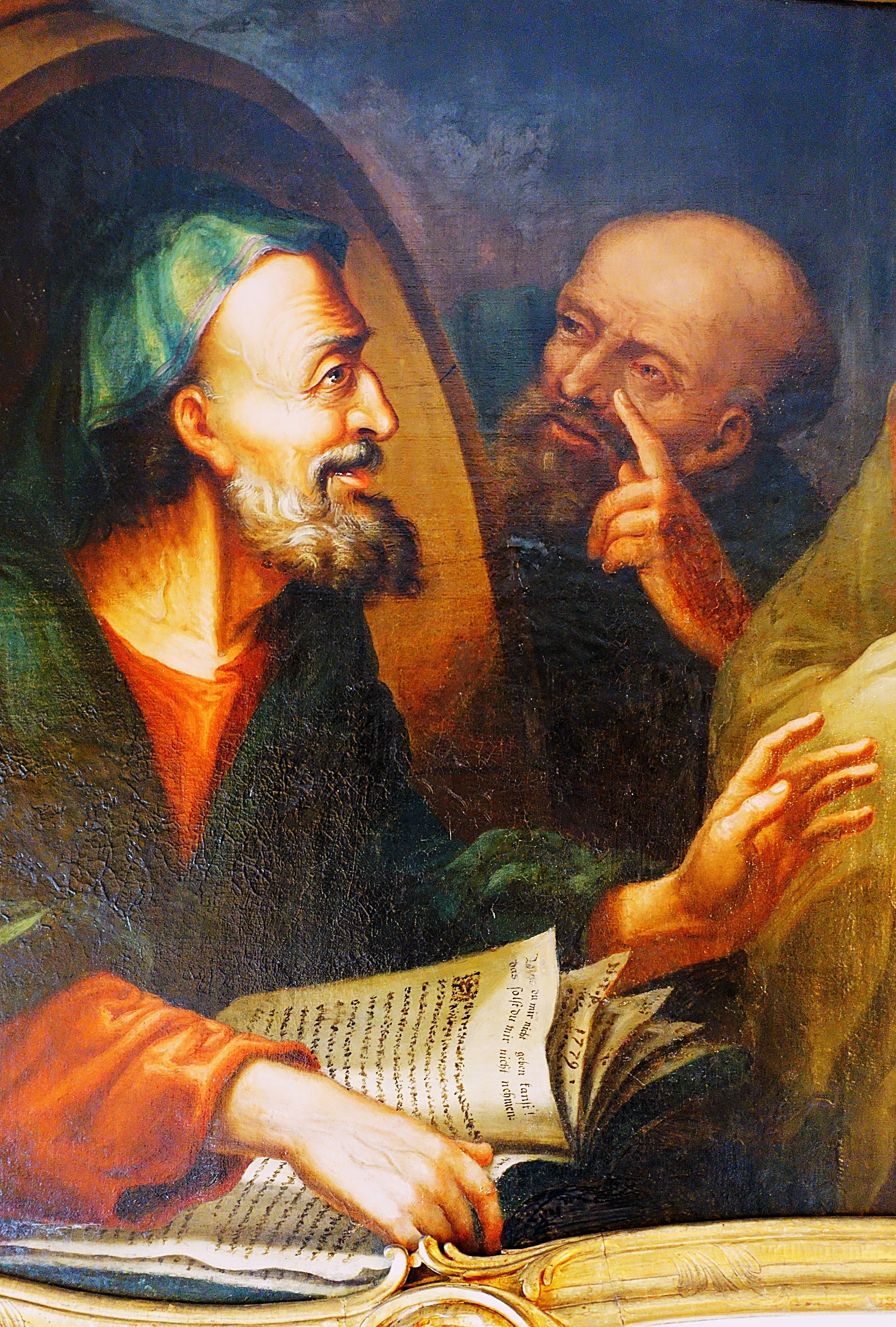
Ausschnitt aus der Allegorie der Philosophie: Diogenes haust in einer Tonne und liest

Bei dieser Allegorie der Philosophie handelt es sich um keine Gelehrtendarstellung, sondern um ein Gemälde mit erzählerischem Zusammenhang.

### Beschreibung
Insgesamt sind in diesem Gemälde fünf Personen zu sehen. Links im Vordergrund sitzt ein älterer, bärtiger Herr in einer Tonne. Dabei handelt es sich um Diogenes von Sinope. Er trägt einen grünen Umhang, darunter ein rötliches Untergewand und sein Kopf ist mit einer Kapuze bedeckt. Vor ihm auf seinem Schoß liegt ein aufgeschlagenes Buch, worauf der Schriftzug „Was du mir nicht geben kannst, das sollst du mir nicht nehmen“ zu erkennen ist. Auf einer weiteren Buchseite hat der Maler Marquard Treu seine Signatur eingefügt: „M.T.P. 1779“. Mit der rechten Hand hält Diogenes sein Buch fest, die linke Hand wirkt begrüßend. Ihm gegenüber steht ein weiterer bärtiger Mann, in eine Rüstung und einem Pelzmantel gekleidet: Alexander der Große. Zudem trägt er eine Zackenkrone. In seiner linken Hand hält er eine Streitaxt, mit seiner rechten Hand fasst er sich an seinen Mantel. Alexander und Diogenes blicken sich gegenseitig an. Im Mittelgrund, zwischen Diogenes und Alexander, steht ein weiterer bärtiger Mann, gekleidet in ein weißes Priestergewand mit einer roten Stola, und einem Lorbeerkranz um das Haupt. Er könnte ein Begleiter von Alexander sein, denn er zeigt mit seiner rechten Hand auf ihn. Hinter der Tonne mit Diogenes kommt ein glatzköpfiger, bärtiger Mann mit einem Zeigegestus zum Vorschein. Sein Blick ist zu Diogenes gerichtet. Hinter Alexander steht, in der rechten oberen Ecke, ein Soldat in Rüstung, der seinen Blick zum Boden senkt. Der Hintergrund ist dunkel und es wirkt, als würde sich das Geschehen in der Nacht abspielen.

### Ikonografische Analyse
Die dargestellte Szene bezieht sich auf die von Plutarch überlieferte Begegnung zwischen dem Philosophen Diogenes von Sinope und Alexander dem Großen:

„Bald darauf versammelten sich die Griechen auf der Landenge von Korinth und beschlossen dort einen Feldzug gegen Persien, in Gemeinschaft mit Alexander. Letzterer wurde zum Feldherrn ernannt. Viele Staatsmänner und Gelehrte machten ihm deshalb ihre Aufwartung, um ihm Glück zu wünschen. Alexander erhoffte sich das gleiche auch von Diogenes aus Sinope, welcher sich damals in der Gegend von Korinth aufhielt. Als jedoch Diogenes Alexander nicht die geringste Beachtung schenkte, sondern ganz ruhig in dem Kraneion verblieb, so machte sich der König daselbst zu ihm auf den Weg. Diogenes lag gerade in der Sonne. Bei der Annäherung von so vielen Menschen setzte er sich ein wenig aufrecht und warf einen kurzen Blick auf Alexander. Der König grüßte ihn, redete ihn zuerst an und forderte ihn sogar auf, sich eine Gnade auszubitten. ‚Geh mir ein bisschen aus der Sonne!‘ sagte Diogenes. Dieses Wort machte auf Alexander den tiefsten Eindruck. Gerade wegen der Geringschätzung, die er erfuhr, bewunderte er den Stolz und die Größe jenes Mannes. Als seine Umgebung beim Heimgehen lachen und spotten wollte, tat er daher die Äußerung: ‚Wahrlich, wenn ich nicht Alexander wäre, so würde ich ein Diogenes!‘“

Als Alexander der Große Diogenes begegnete, fragte er ihn, welchen Wunsch er ihm erfüllen könnte. Diogenes gab ihm darauf die Antwort: „Geh mir ein bisschen aus der Sonne!“. Mit diesem berühmten Satz wird Diogenes' Ablehnung von Macht, Reichtum und gesellschaftlichem Status ausgedrückt. Vom damals mächtigsten Mann der Welt ließ sich Diogenes nicht beeinflussen und er verhielt sich respektlos Alexander gegenüber. Seine kurze und prägnante Antwort zeugt sowohl von Mut und Stärke, als auch von seinem schlagfertigen Humor.
Diogenes zog als Wanderlehrer umher und predigte die absolute Anspruchslosigkeit. Seine konsequente Lebensführung richtete sich gegen Luxus und er hat sich selbst dazu entschieden, in Askese zu leben. Er soll in einer Tonne bzw. einem Fass gehaust haben, was in der Kunst oft als Motiv verwendet wurde. Vor allem im 17. Jahrhundert wurde als Mahnung vor verschwenderischem Luxus die Gestalt des anspruchslosen Philosophen zum Thema der Kunst. Diogenes erscheint als bärtiger, älterer Mann, meist barfüßig mit einem Himation über sonnengebräunter Haut bekleidet und gestützt auf einem Wanderstab. In der Bamberger Supraporte ist Diogenes ebenfalls bärtig dargestellt und von Licht beschienen, jedoch wirkt sein Gewand etwas edler als ein umhüllendes Himation. Plutarch überliefert in der Begegnung keine Tonne, sondern beschreibt nur, dass Diogenes gerade in der Sonne lag. Die Tonne dürfte Treu von anderen Darstellungen übernommen haben.
Alexander der Große wurde im Mittelalter als bärtiger Mann mit Krone und Rüstung dargestellt, die auf seinen Rang als Herrscher und Eroberer verweisen. In der Renaissance wurde der Typus des bärtigen Königs abgelöst und er wurde als jugendlicher Feldherr mit androgynen Zügen und schulterlangem Haar abgebildet. Das Porträt von Lysipp, dem Alexander Modell saß, zeigt ihn mit kurzen löwenartig gelocktem und nach hinten geworfenen Haar. Marquard Treu malte Alexander als Feldherr mit Rüstung, Pelzmantel und einer gezackten Krone. Seine Haare wirken ebenfalls löwenartig gelockt.
Die weiteren Figuren, die Treu in seine Supraporte eingefügt hat, können nicht direkt identifiziert werden. In der Textquelle ist dennoch die Rede davon, dass Alexander von mehreren Menschen begleitet wurde. Ob der Mann in Priestergewändern ein Begleiter Alexanders ist, oder Alexander zu Diogenes geführt hat, und ihn mit dem Philosophen bekannt zu machen, kann ebenfalls nicht entschlüsselt werden.
Der Satz „Was du mir nicht geben kannst, das sollst du mir nicht nehmen“, der auf dem aufgeschlagenen Buch vor Diogenes zu lesen ist, ist eine Anspielung auf ein berühmtes Zitat von ihm, welches heute als „Nimm mir nicht weg, was du mir nicht geben kannst“ überliefert ist. Ob dieser Satz in Zusammenhang mit der Begegnung zwischen Diogenes und Alexander steht, ist unklar.
Obwohl Treu die Szene in seinem Gemälde in die Nacht versetzt, spielt sich die Begegnung laut Überlieferung dennoch am Tag ab. Wahrscheinlich wählte der Maler den dunklen Hintergrund in Anpassung an seine anderen Allegorien.

## Allegorie der Musik von Nicolaus Treu

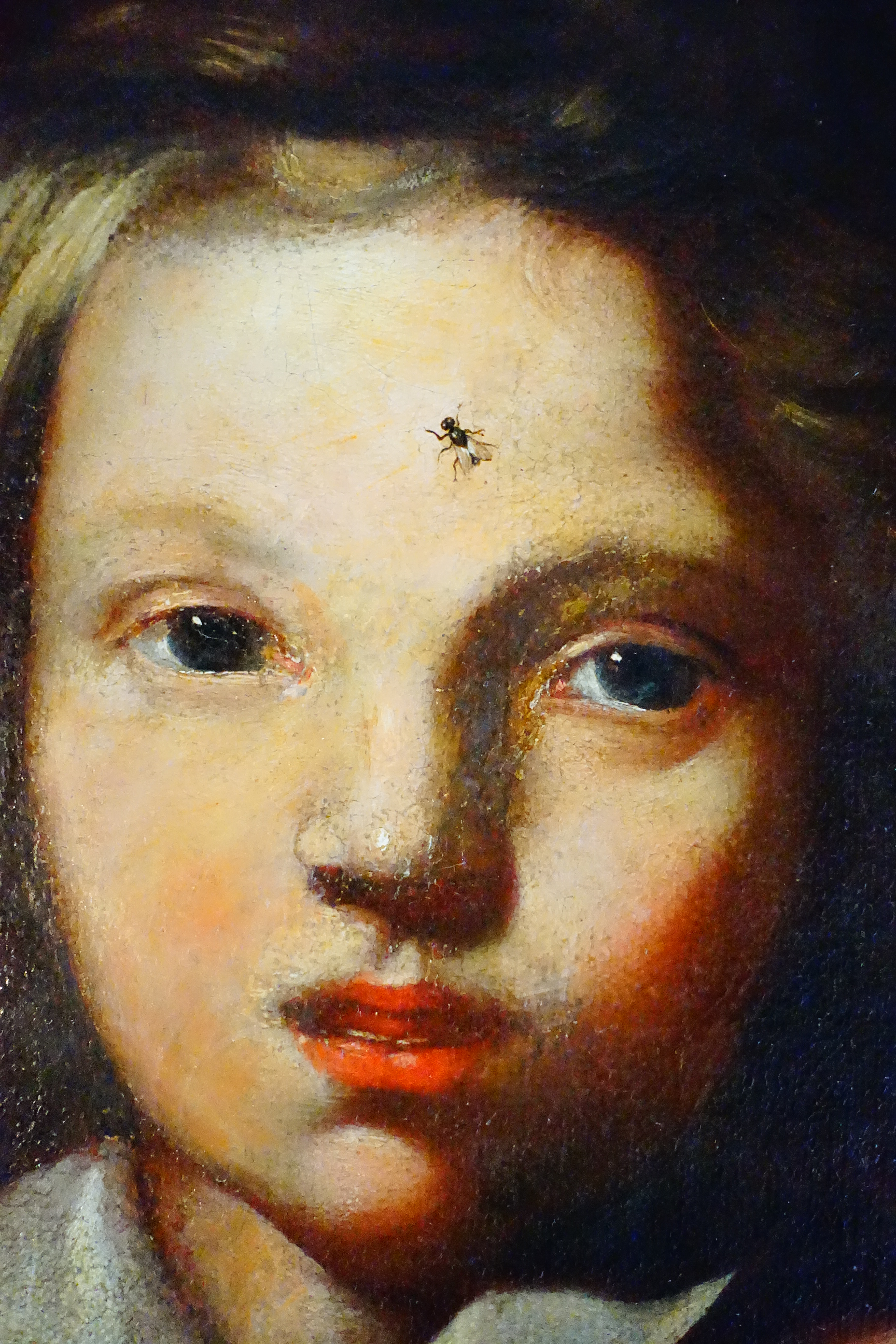
Ausschnitt aus der Allegorie der Musik: Knabe mit Fliege

Die Allegorie der Musik von Nicolaus Treu setzt sich qualitativ und stilistisch von den Gemälden seines Vaters Marquard ab. Das Gemälde ist mit den Initialen von Nicolaus Treu bezeichnet, aber nicht datiert. Es wird angenommen, dass diese Allegorie im gleichen Zeitraum wie die anderen Supraporten entstanden ist.

### Beschreibung
Vor einem dunklen Hintergrund sind vier männliche Personen dargestellt. Rechts sitzt in einem Lehnstuhl ein schnauzbärtiger, offenbar andächtig lauschender Herr in mittleren Jahren. Seine rechte Hand legt er auf die Schulter eines vor ihm stehenden Knaben, die andere auf die Lehne. Der Herr trägt ein braunes zugeknöpftes Gewand und einen Hut mit einer Feder auf dem Kopf. Der Knabe mit gelockten Haaren und blauer Kleidung singt mit leicht geöffneten Mund, worauf ein Notenblatt mit der Beschriftung „Canto“ (dt.: „Ich singe.“) hinweist, das er in seiner rechten Hand hält. Seine kleine linke Hand legt er zutraulich auf die linke Hand des älteren Herren. Auf der Stirn des Knaben sitzt eine Fliege, die sehr naturgetreu auf den Betrachter wirkt. Hinter dem Knaben blickt ein Mann, der Querflöte spielt, aus dem Bild. Er sitzt ebenfalls auf einem Lehnstuhl, ist mit einem roten Gewand bekleidet und trägt ein rotes Barett. Hinter diesem, kaum sichtbar, ein weiterer Mann mit offenem Haar, der die Noten am Pult umblättert. Das Notenpult ist in der linken Bildhälfte platziert. Auf einem Zettel am Notenständer ist die Signatur „N.T.P.“ (gem. „Nicolaus Treu pinxit.“) zu finden.
Für die Darstellung kombinierte Nicolaus Treu zwei Gemälde miteinander. Aus den Gemälden „Flötenspieler“ von Johann Kupetzky und „Vater und Sohn“ von Michiel Sweerts schuf Treu mit der Allegorie der Musik eine harmonische Neukomposition.

### Gemälde von Michiel Sweerts als Vorlage für Nicolaus Treu

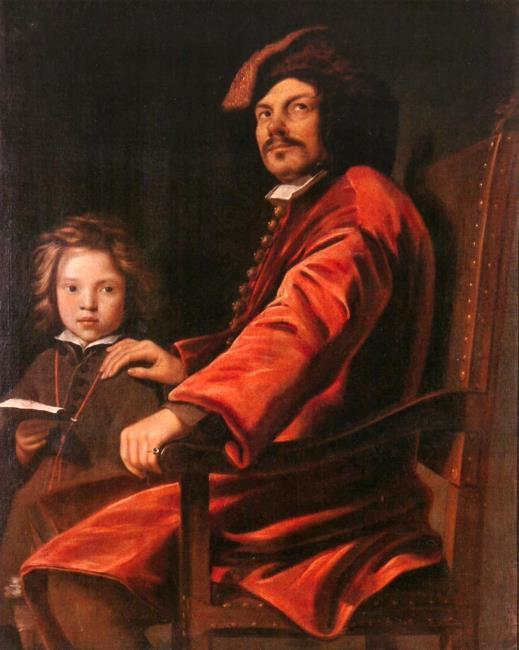
Michiel Sweerts: Bildnis eines sitzenden Herrn mit einem Knaben („Vater und Sohn“), 1719, Gemälde im Schloss Weissenstein in Pommersfelden

Für die Allegorie der Musik rezipierte Nicolaus Treu das Motiv des „Doppelbildnis eines hell kirschrot gekleideten Herrn und seines Söhnchens“ des flämischen Malers Michiel Sweerts von 1719. Dieses Leinwandgemälde mit einer Größe von 121x96 cm wird im Schloss Weissenstein in Pommersfelden aufbewahrt und war vermutlich schon 1719 Teil der Sammlung. Marquard Treu war von 1766 bis 1772 Schönborn'scher Galerieinspektor in Pommersfelden. Spätestens in dieser Zeit muss sein Sohn Nicolaus auf dieses Gemälde aufmerksam geworden sein. Nicolaus selbst und seine ganze Familie hatten eine Vorliebe für die niederländische Malerei, weshalb sie zahlreiche Gemälde als Vorbilder heranzogen.
Es sind deutliche Gemeinsamkeiten im Stil und der Anordnung der Figuren zu finden. In beiden Gemälden sitzt ein älterer Herr in der rechten Bildhälfte, der seinen Kopf zum Betrachter wendet, seinen Blick aber nach oben richtet. In der Allegorie der Musik wirkt er lauschend. Vor ihm steht ein Knabe, der ein Blatt Papier mit einer Rötelzeichnung in der Hand hält. Treu entwickelt in seiner Supraporte ein Liedblatt daraus. Der Knabe bezieht bei beiden Gemälden den Betrachter ins Bild mit ein und schaut aus dem Bild heraus, aber am Betrachter vorbei. Auffallend ist jedoch, dass der Knabe in Sweerts Gemälde seine Hand nicht auf die seines Vaters legt. Bei Treus Allegorie kommt die Vertrautheit zwischen dem Knaben und seinem Vater somit besser zum Ausdruck.

### Die Fliege auf dem Kopf des Knaben
Nicolaus Treu hat beim Malen des Knaben zusätzlich ein spielerisches Detail eingefügt: eine lebensecht wirkende Fliege auf seiner Stirn, genannt Musca depicta.
Im Ausstellungskatalog ist dazu folgendes zu lesen: „Indem der Künstler auf den Impuls des Betrachters abhebt, das Insekt zu vertreiben und dadurch Malerei mit Realität zu verwechseln, verweist Treu subtil auf seine Meisterschaft in der Nachahmung der sichtbaren Wirklichkeit.“ (Andreas Plackinger: Staatsgalerie der Neuen Residenz Bamberg: Barockmalerei, 2017) Damit wird beschrieben, dass Nicolaus seine zeichnerische Fähigkeit zum Ausdruck bringen möchte.
Ob es sich um einen Scherz handelt, oder um zu zeigen, dass sich auch ein junger Knabe mit dem Vanitas-Gedanken auseinandersetzen soll, kann nicht nachgewiesen werden. Die Fliege ist auf jeden Fall äußerst präzise gemalt und sie zeigt das Können des Malers Nicolaus Treu. Durch ihre durchsichtigen Flügel, ihrem im Licht leicht schimmernden Körper wirkt die Fliege täuschend echt. Es werden sich viele Besucher der Staatsgalerie, denen die Fliege ins Auge fällt, weiterhin Gedanken machen, was es mit diesem Symbol auf sich hat.